# Lukuga (folyó)
A Lukuga-folyó a Kelet-Afrikai Tanganyika-tó egyetlen vízlevezető folyója, a Kongó jobb oldali mellékfolyója. A folyó teljes hosszában a Kongói Demokratikus Köztársaság területén folyik.  Hossza 350 km.
A folyó a Tanganyika-tó nyugati partján fekvő Kalemie-nél (korábban Albertville) ágazik ki a tóból. Innen egy nyugati irányú hasadékban halad a Közép-afrikai hátságon keresztül, mely a Nagy-hasadékvölgy hegységeihez tartozik. A hasadékvölgyben fekszenek az Afrikai Nagy Tavak, melyeknek egyike a Tanganyika-tó. A Lukuga-folyó végül Kabalótól  40 km-re északra torkollik a Kongó felső főfolyásába a Lualabába. A folyó vízhozama nagy mértékben a  Tanganyika-tó vízszintjétől függ. Átlagos vízhozama 200 m³/mp. A folyó vize ásványi sókban igen dús, ennek oka az, hogy a Tanganyika-tóba ömlő folyók sok ásványi anyagot hordanak a tóba, de a párolgás miatt ezek az ásványi sók a tóban maradnak.  A Lualabához képest viszonylag alacsony vízhozama miatt a Lukuga-folyó vízének elhanyagolható hatása van a Lualaba vízkémiájára. 
A kései pliocén/korai pleisztocén korban a Tanganyika-tó és a Kongó kapcsolata időszakos volt, a kapcsolat meglétét vagy megszakadását a nagy vízszintkülönbségek határozták meg. Ez a periodikus elzáródás az újkorban is folytatódott. 1878 előtt a Lukuga-folyó víze a Tanganyika-tavat táplálta. Tektonikus mozgások és a tó vízszintéjének megemelkedése következtében áramlási iránya ellenkezőjére változott. Cameron 1874-ben teljesen száraznak találta a folyómedret. A Tanganyika-tó legmagasabb ismert vízszintjét 1878 körül jegyezték fel, akkor a csatorna ismételten megnyílt és a tó vize a folyón keresztül a Kongó-medencébe ömlött, ahol áradást okozott.

## Külső hivatkozások
- A Kongói Demokratikus Köztársaság térképe Archiválva 2006. március 8-i dátummal a Wayback Machine-ben
- A világ édesvíz-ökorégiói